# Francesc Abad i Gómez
Francesc Abad (Terrassa, 1944) és un artista català. Representant de l'art conceptual, ha experimentat també amb el body art i l'art natura. Va iniciar la seva trajectòria creativa en el marc històric de l'anomenat art conceptual a Catalunya, molt a inicis dels anys 70, tant per la seva continuada línia de treball com per l'esperit transversal característic del seu discurs. És un dels fundadors i integrants fonamentals del “Grup de Treball”, el col·lectiu d'artistes i teòrics més emblemàtic sorgit en el context de crítica i compromís propiciat per les actituds artístiques desmaterialitzades, i amb el qual participà el 1972 a la Documenta V de Kassel. Al llarg de gairebé 45 anys d'activitat ininterrompuda, Francesc Abad ha mostrat regularment el seu treball en el conjunt de l'Estat espanyol i als darrers anys ha participat també en significatives exposicions temàtiques i de grup de caràcter històric i crític, nacionals i internacionals.

## Biografia
Es va formar a l'Escola d'Arts i Oficis de Terrassa i al Centre de Documentació Pedagògica de París. El 1972 s'instal·là a Nova York. Entrà al món de l'art a través de la pintura, caracteritzada per la simplificació de formes i la reducció del color. Més tard va abandonar aquesta disciplina per passar-se a l'experimentació amb a l'art conceptual i a la realització d'accions i instal·lacions, dins del marc del Grup de Treball. Destacà en accions que pretenien renovar la percepció del cos i la seva capacitat de transformació, el cos com a objecte de l'obra d'art, per a posar en relleu la seva alienació de la vida quotidiana, com a Comptar i numerar una part del braç pels assistents (1 de desembre de 1973).
En els darrers anys es mou en una línia de treball artístic multimèdia. Destaca la seva exposició sobre El Camp de la Bota, projecte basat en els successos del Camp de la Bota de Barcelona, platja on entre el 1939 i el 1952 el franquisme va afusellar almenys 1.704 persones. Abad va voler rescatar de l'oblit aquests successos arran de les obres del Fòrum Universal de les Cultures del 2004. L'exposició constava d'un conjunt de documents i testimonis de familiars o amics de les víctimes, i es va presentar a Girona, al Prat de Llobregat, a Manresa i a Barcelona. El 27 de juliol del 2007 l'artista va donar-la al Museu d'Art Contemporani de Barcelona (MACBA).

## Obra

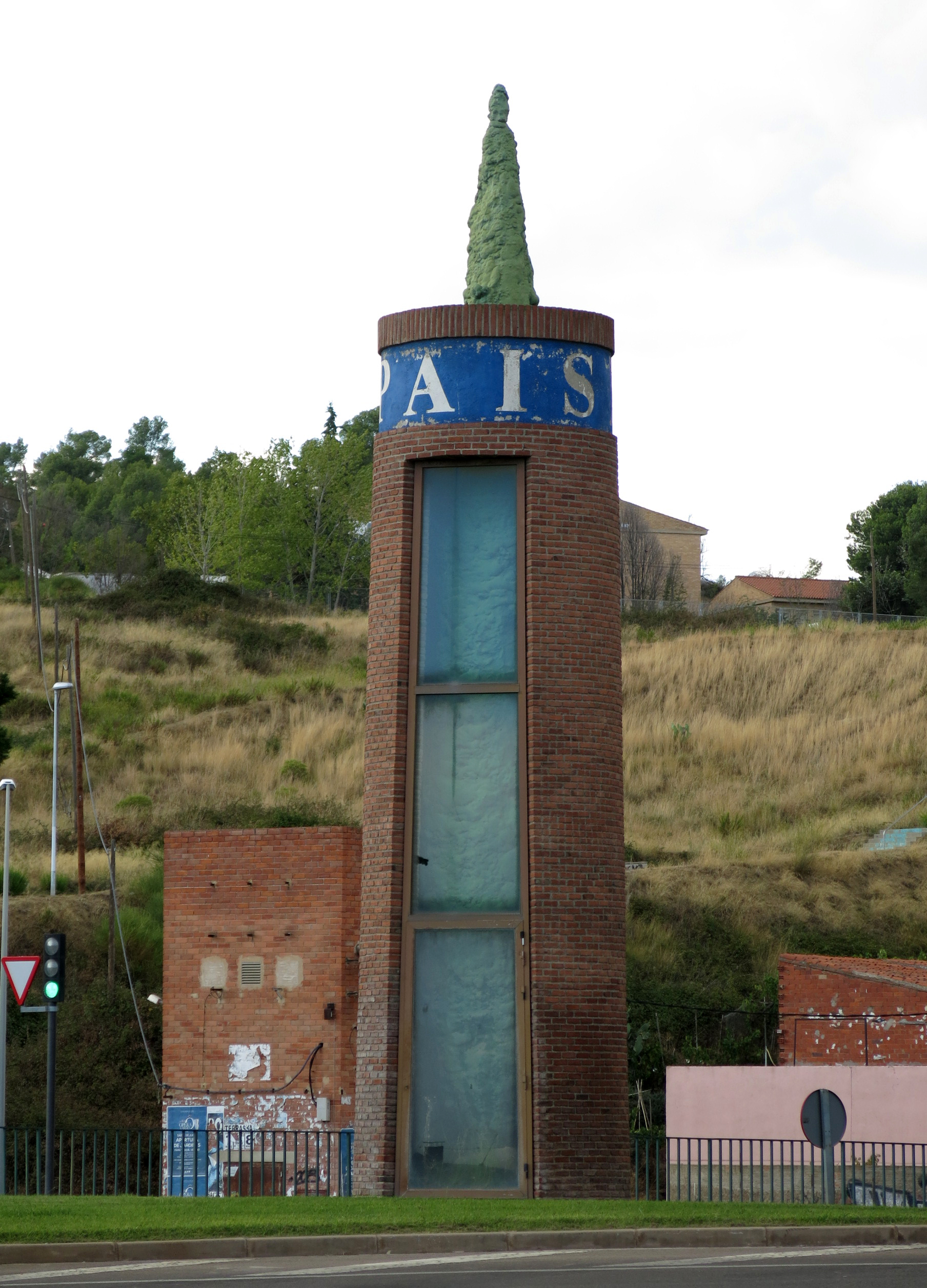
Tenir mala peça al teler (1992), a la cruïlla de les avingudes de l'Abat Marcet i Josep Tarradellas, a Terrassa

La seva activitat artística es construeix i es reconeix com una reflexió cultural articulada en forma d'imatges dialèctiques, centrada en la fragilitat de l'home, el paisatge i la paraula, el pas del temps i el pes de la memòria, l'agonia industrial i la progressió històrica, el final de mons que s'acaben, l'exili i el dolor, configurant una particular escriptura dels límits que prioritza clarament el compromís personal i la recerca social per damunt de la qualitat estètica i el caràcter objectual. Una reflexió, en definitiva, molt útil també per repensar els esdeveniments socials i polítics amb els quals s'ha anat determinant la història del segle xx.

## Exposicions individuals
- 1971 Formes Primàries, Ateneo de Madrid.
- 1977 Homenatge a l'home del carrer, Sala Tres, Sabadell. Cronica d'una situació, Amics de les Arts, Terrassa.
- 1978 Les setrilleres, Institut Industrial, Terrassa. Degradació de la Natura, Espai b5-125, UAB, Bellaterra.
- 1981 Material Humà, Sala Metrònom, Barcelona.
- 1984 Have a good time, Galeria Canaleta, Figueres.
- 1986 Parany, Espai d'anar i tornar, Col·legi d'Aparelladors de Barcelona. Entropia, Sala Muncunill, Terrassa.
- 1987 Paisatges paral·lels, Sala Fortuny, Reus.
- 1987-1988 Dinosaures, Pertorbacions irreversibles, Fundació Caixa de Pensions de Barcelona.
- 1988 L'esperit de la utopia. Sala Parpalló, València. La Torre de l'Àngel, Subjecte-Objecte, Museu d'Art Espai-83, Sabadell.
- 1989 Europa Arqueologia de Rescat. Sala Metrònom, Barcelona. Arteleku Guipuzkoako Foru Aldundia, Sant Sebastià / Donostia. Sala de Exposiciones Centro Insular de Cultura (CIC), Cabildo Insular de Gran Canaria, Las Palmas. Monerstir de Veruela, Diputació de Saragossa.
- 1990 Bildung: La imagen del pensamiento, Galeria Alfonso Alcolea, Barcelona.
- 1991 La línia de Portbou, Homenatge a Walter Benjamin, Ajuntament de Barcelona. One man show, ARCO'91. Galería Alfonso Alcolea, Madrid. Endstation Portbou, Hommage für Walter Benjamin, Historisches Museum, Frankfurt.
- 1992 Portbou-ko muga, Walter Benjamin Omenaldia. Arteleku, Sant Sebastià / Donostia. Entorn del caos, Galeria Alfonso Alcolea, Barcelona. Haags Centrum, La Haia, Països Baixos. S.A., Fundación Municipal de Gijón. La paraula i el paisatge, Trayecto, Vitoria.
- 1994 Solo cum solo, Centre d'Art Contemporani Le Magasin, Grenoble.
- 1996 Continuum, Tres discursos indirectos, Francesc Abad, Esther Ferrer, Concha Jerez. Trayecto, Vitoria. Elogi a l'ombra, Galeria Tristan Barbara, Barcelona. Lluc Fluxà Galeria, Palma. Museu d'Art de Girona. Denise Van de Velde, Aalst, Bèlgica. Paisatge, Capella de Sant Corneli, Cardedeu. Un alè d'aire, Sala Muncunill, Terrassa. Elogi a l'ombra, Galeria Soler-Casamada, Terrassa. Hotel Europa, Tinglado 2, Tarragona.
- 1997 Un ull que no forma part del món, Palau de la Virreina, Barcelona. Denken Danken, Galeria Metropolitana, Barcelona.
- 1998 La paraula i el món, Espais, Girona. 't Gasthuys - Stedelijk Museum Aalst, Flandes, Bèlgica.
- 1999 Visions de futur, La paraula i el món, Institut d'Estudis Ilerdencs, Lleida.
- 2000 La Paraula i el Món, Sa nostra, Eivissa. Wart War, Instal·lació interactiva, Media terra 2000, Atenes, Grècia.
- 2001 Wart War, Instal·lació interactiva, Sala Reus.
- 2002 Conjunciones Copulativas, Metrònom, Barcelona. Utopia i Adaptació, dins del projecte Espais Obrats Can Paulet, Mataró. Wart War, instal·lació interactiva, El Roser, Lleida. Espais obrats, Can Palauet, Mataró.
- 2004-2007 El Camp de la Bota, Torre Muntadas, El Prat de Llobregat. Museu Comarcal de Manresa. Can Sistère, Santa Coloma de Gramenet. Museu del Vi, Vilafranca del Penedès. Museu d'Història de la Immigració de Catalunya, Masia de Can Serra, Sant Adrià de Besòs. Museu de Mataró. Museu/Sala Caixa de Manlleu. Roda de Ter. Museu Abelló, Mollet del Vallès. Sala Muncunill, Terrassa.
- 2006 block W.B. - la idea d'un pensament que crea imatges / Francesc Abad, projecte resident al Museu de Granollers

## Galeria

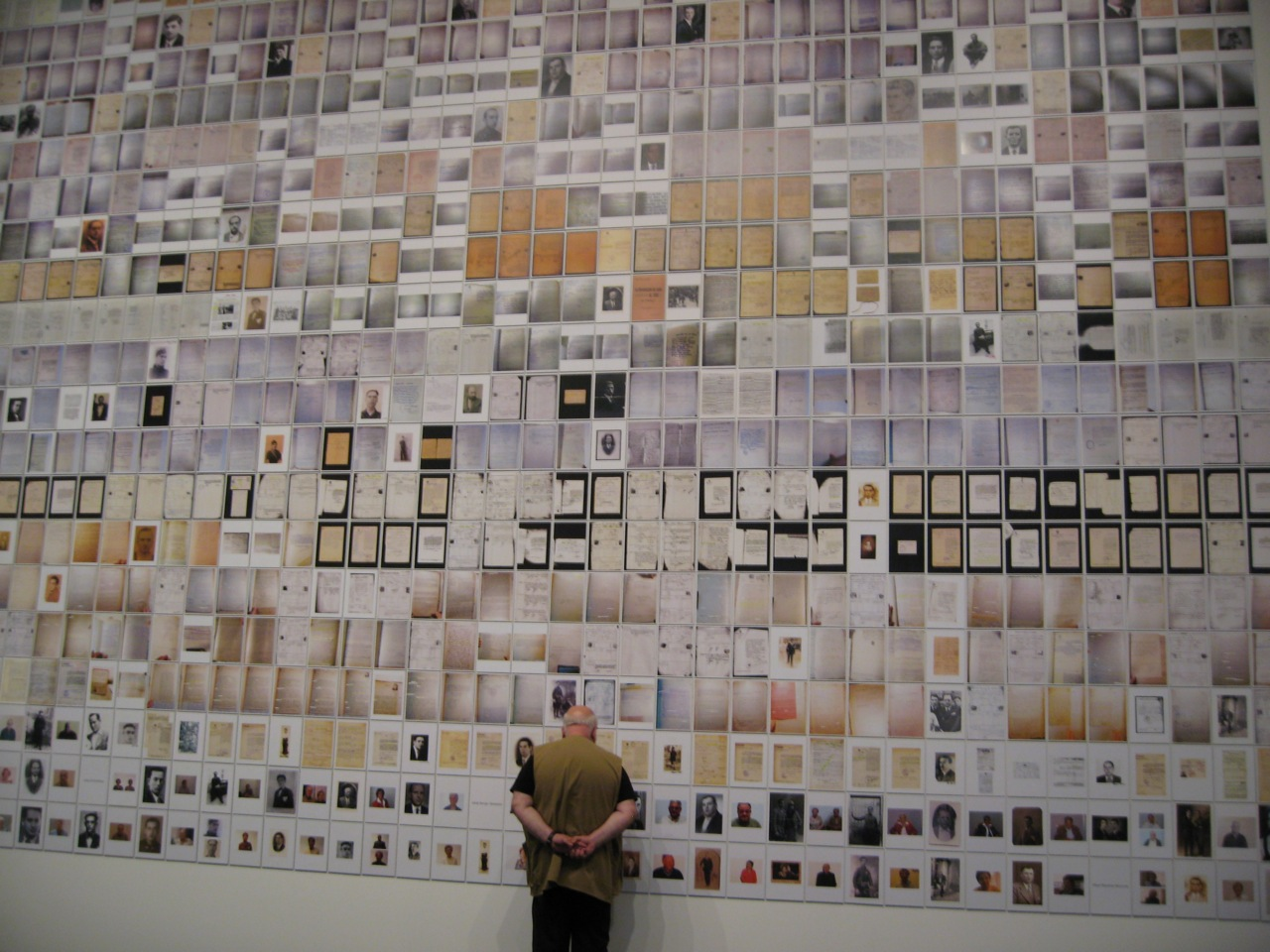
El Camp de la Bota (2004-2007), idea-projecte de Francesc Abad
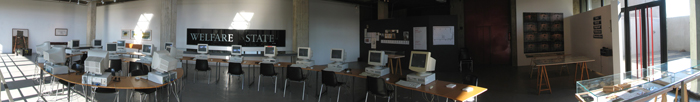
block W.B. - la idea d'un pensament que crea imatges / Francesc Abad (2006), exposició al Museu de Granollers
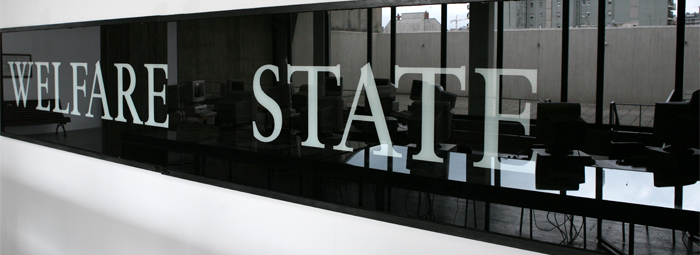
E xposició al Museu de Granollers el 2006 que mostra part de l'obra Welfare State, o Els herois reals son morts.
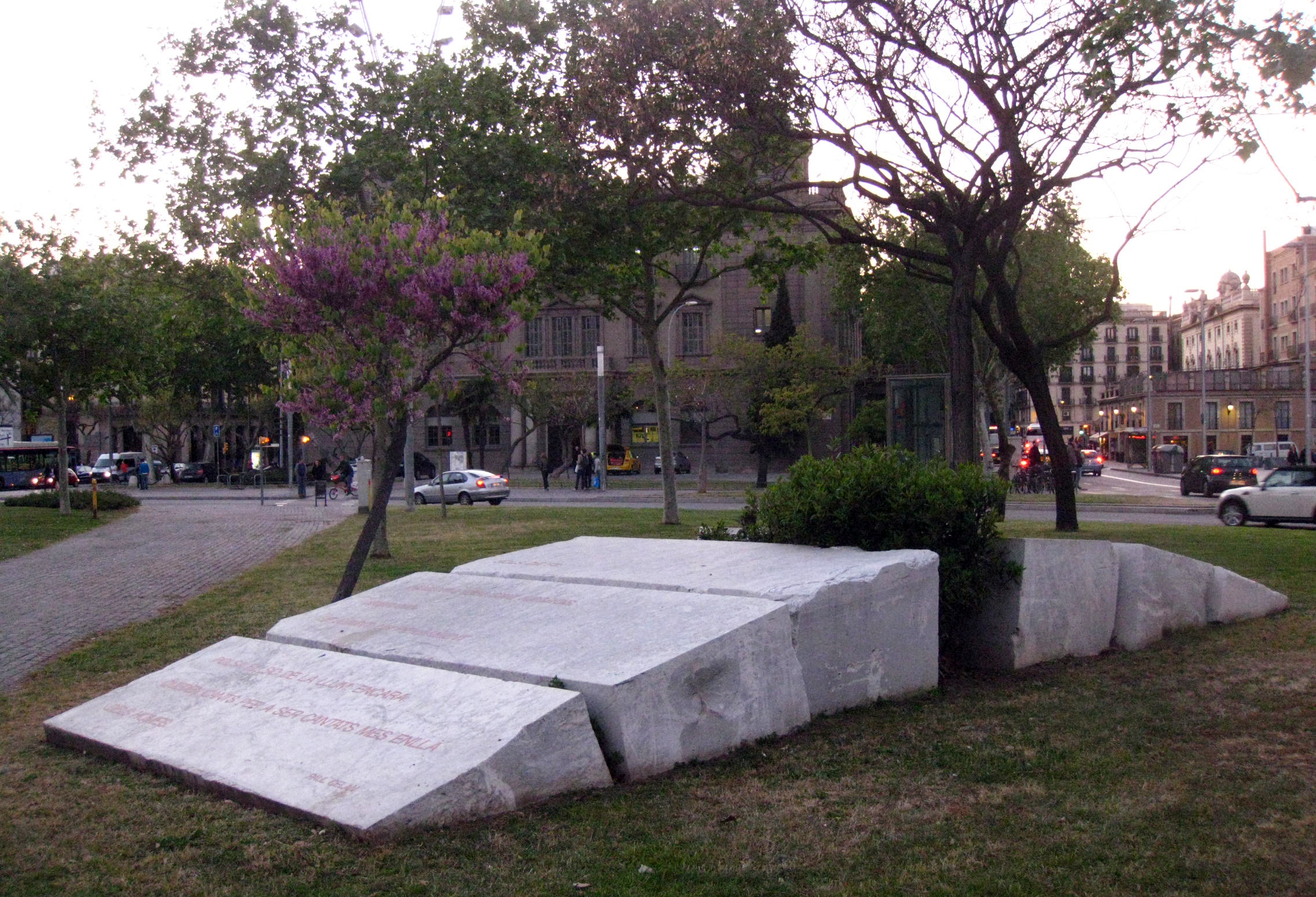
A Paul Celan. Monument a Josep Moragues (1999), part d'una instal·lació escultòrica a Barcelona, amb el poema Fadensonnen (Sols de fil) de Paul Celan inscrit sobre el marbre, en versió original alemanya i traducció al català (de ??).
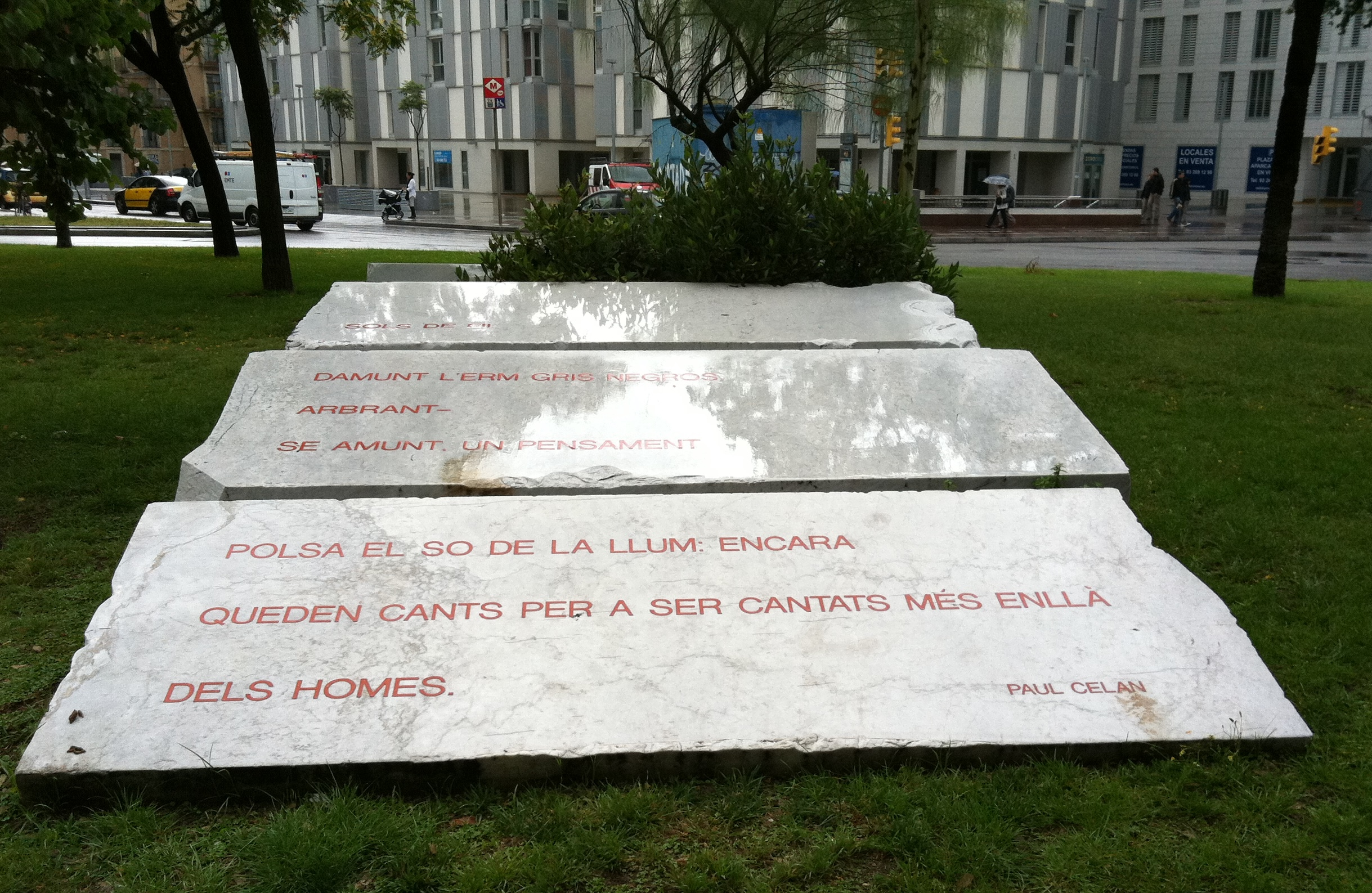
A Paul Celan. Monument a Josep Moragues (1999), escultura amb el poema Fadensonnen (Sols de fil) de Paul Celan inscrit sobre el marbre, traduït al català per ??, a Barcelona - vista des d'un altre angle.